# 枢機卿フアン・パルド・デ・タベーラの肖像
『枢機卿フアン・パルド・デ・タベーラの肖像』（すうききょうフアン・パルド・デ・タベーラのしょうぞう、西: Retrato del cardenal Tavera、英: Portrait of Cardinal Juan Pardo de Tavera）は、クレタ島出身のマニエリスム期スペインの巨匠エル・グレコが1609年にキャンバス上に油彩で制作した絵画である。現在、フアン・パルド・デ・タベーラ (1472-1545年) が設立したトレドのタベーラ施療院に所蔵されている。この肖像画は、枢機卿タベーラが亡くなった1545年よりずっと後になって描かれたものである。したがって、エル・グレコは、おそらく画家アロンソ・ベルゲーテによるデスマスクにもとづいてタベーラの顔を造形した。

## 作品
枢機卿フアン・パルド・デ・タベーラは、カール5世 (神聖ローマ皇帝) 治世化のスペインにおける最も傑出した人物の1人であった。彼はサンティアゴ・デ・コンポステーラとトレドの大司教を務めた後、1534年にはスペインの首都大司教となり、また異端審問官、カスティーリャ王室会議の議長を務めるなど、スペインの宗教界の頂点を極めた。また、彼は人文主義者、外交官、芸術の庇護者としても知られ、トレドにスペイン・ルネサンスの代表的建築であるタベーラ施療院 (正式名称は「洗礼者ヨハネ施療院」) を設立した。タベーラは1545年に73歳で亡くなった。
エル・グレコとタベーラ施療院の関係は1595年に始まっていたが、大きな仕事は1608年に施療院の責任者で、エル・グレコの友人かつ庇護者であったペドロ・サラサール・デ・メンドーサから依頼された礼拝堂の祭壇衝立の制作であった (メトロポリタン美術館の『黙示録第5の封印』とタベーラ施療院の『キリストの洗礼』を参照) 。
本作は、サラサールが没した1628年の財産目録に記載されており、おそらくエル・グレコが祭壇衝立に関する契約を結んだころにサラサールから本作も依頼されたのではないかと想像される。サラサールは、『枢機卿フアン・タベーラの年代記』 (1603年) の中で以下のように述べている。「枢機卿フアン・デ・タベーラは、自分の肖像作品が作られることに関しては、たとえ多くの勇気ある画家や彫刻家、特に当時名声を誇っていたアロンソ・ベルゲーテがそれを試みようとも、やはり大変控え目であった。トレド大聖堂に置かれている肖像彫刻や、そのほかタベーラ施療院にある諸作品は、ベルゲーテの命令によって、もしくは彼自身の手によって、枢機卿の死後作られたものである」。
サラサールの述べているように、フアン・デ・タベーラを写実的に描いた作品は少なく、現存する作品はほとんどすべて、今もタベーラ施療院に残るデスマスクをモデルにしたといわれる。研究者コッシオ (Cossio) は、エル・グレコもこのマスクを利用したとみなしている。枢機卿の無表情で不気味な容貌はその可能性を十分にうかがわせる。
絵画はスペイン市民戦争中に切り裂かれ、その後の修復の際に画面右下にあった画家の署名が失われた。